# Robert Billingham
Pour les articles homonymes, voir Billingham (homonymie).
Robert Billingham, né le 10 décembre 1957 et mort le 30 mars 2014, est un marin américain.
Il participe aux Jeux olympiques d'été de 1988 dans l'épreuve du Soling et remporte la médaille d'argent.

## Palmarès

### Jeux olympiques
- Jeux olympiques de 1988 à Séoul,  Corée du Sud
  -  Médaille d'argent.